# Qom (província)
Qom (em persa: قم; romaniz.: Qom) é uma província do Irã sediada em Qom. Tem 11 526 quilômetros quadrados e segundo censo de 2019, havia 1 373 000 residentes. Se divide em um condado.